# Elizabeth Brake
Elizabeth Brake és una filòsofa estatunidenca i professora de filosofia a la Universitat Rice. És coneguda pels seus treballs sobre ètica i filosofia política. Brake va encunyar el terme «amatonormativitat» per a descriure la creença generalitzada, però falsa, que tothom està millor en una relació de parella exclusiva, romàntica i a llarg termini, i que tothom cerca aquest tipus de relació. El seu llibre Minimizing Marriage va rebre una menció honorífica de l'American Philosophical Association el 2014. Brake és l'editora en cap de la revista Journal of Applied Philosophy .

## Obra publicada
- Minimizing Marriage: Marriage, Morality, and the Law, Oxford University Press, 2012.
- Philosophical Foundations of Children’s and Family Law, edited with Lucinda Ferguson, Oxford University Press, 2018.
- After Marriage: Rethinking Marital Relationships (ed.), Oxford University Press, 2016.